# Закони на привличането
Закони на привличането (на английски: Laws of Attraction) е романтична комедия от 2004 г., продукция на САЩ и Германия с режисьор Питър Хауит.

## В ролите
| Актьор            | Роля                                                                    |
| ----------------- | ----------------------------------------------------------------------- |
| Пиърс Броснан     | Даниел Рафърти, адвокат                                                 |
| Джулиан Мур       | Одри Удс, адвокат                                                       |
| Паркър Поузи      | Серена Джеймисън, известнията моден дизайнер, съпруга на Торн Джеймисън |
| Майкъл Шийн       | Торн Джеймисън, известният рок музикант                                 |
| Франсис Фишър     | Сара Милър, бившата актриса, майка на Одри Удс                          |
| Нора Дън          | съдия Абрамович                                                         |
| Майк Дойл         | Майкъл Роусън                                                           |
| Алън Хюстън       | Адамо Шандела                                                           |
| Брет Тейлър       | Мери Харисън                                                            |
| Сара Гилбърт      | асистент на Гари Гаджет                                                 |
| Джони Майърс      | Аштън Фелпс                                                             |
| Хедър Ан Нюрнберг | Лесли                                                                   |